# Pietro Antonio Martini
Pietro Antonio Martini (en français Pierre-Antoine Martini), né en 1739 à Parme ou à Trecasali, et mort à Parme en 1797, est un dessinateur et un graveur au burin italien.

## Biographie
Pierre-Antoine Martini est né en 1739 à Parme ou le 9 juillet 1739 à Trecasali.
Il se rend à Paris pour se former chez Jacques-Philippe Le Bas, qui se sert beaucoup de lui comme préparateur à l'eau forte, par exemple, pour les estampes le Satyre et les Dryades, d'après Berghem, la Récréation flamande, le Marché à faire et le Marché fait, d'après Téniers, la Vue du Port de Dieppe, d'après Horace Vernet, et la Vue du Port du Havre, d'après Cochin, entre autres.
Il est particulièrement lié avec Moreau le Jeune, pour lequel il a gravé quatre estampes du Monument du costume et nombre de vignettes, notamment deux pièces des Chansons de Laujon. 
Comme dessinateur de vignettes, on note ses illustrations pour le Décaméron français et les Nouvelles françaises de Louis d'Ussieux, de L'Art d'aimer (1775) et de la grande édition des Œuvres de Métastase (1780-1782), où il se montre compositeur à court d'imagination et dessinateur maladroit.
En 1785 il entreprend un travail assez curieux, et dont il s'est tiré avec esprit : reproduire dans une grande estampe l'aspect de l'Exposition des tableaux au Louvre, de façon qu'on puisse reconnaître chaque tableau. Il recommence pour le Salon de 1787 et la même année, faisant un voyage en Angleterre, pour l'exposition de la Royal Academy.
Quand arrive la Révolution, il songe à quitter la France et en septembre 1791 il part pour l'Allemagne avec le graveur Ignaz Sebastian Klauber (1753-1817), pour regagner ensuite Parme.
Il meurt le 2 novembre 1797 à Parme.

## Œuvres

### Estampes

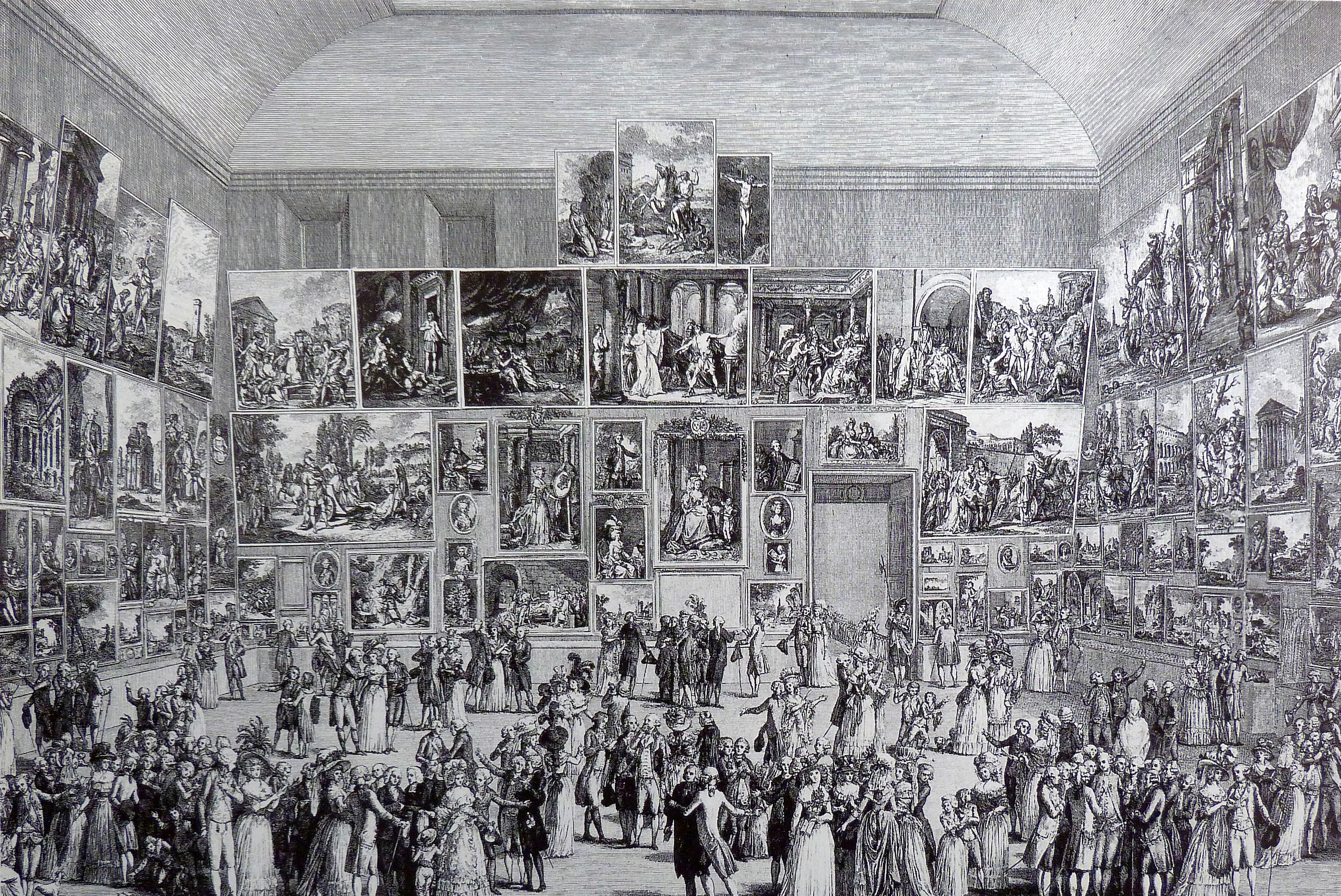
Exposition au Salon de 1787, eau-forte de Pietro Antonio Martini

- Sylvie délivrée par Aminte d'après Cochin[1]
- Vue du Port du Havre d'après Cochin[1]
- Déclaration de la grossesse, Les précautions, La dame du palais de la reine, La petite toilette, d'après Moreau[1]
- L'exemple d'humanité donné par madame la dauphine, d'après Moreau et terminée par Godefroy[1]
- Répertoire des spectacles de la cour, d'après Moreau[1]
- Les Aveux sincères, ou les Accords de mariage d'après Quéverdo[1]
- Le Charme de la Liberté, ou l'Amour vaincus d'après Le Brun[1]
- L'Heureux ménage, ou les Époux vertueux, L'Épouse mal gardée, ou le Mariage à la mode d'après Le Brun, par Pietro Antonio Martini et Jean Dambrun[1]
- La Jouissance d'après Quéverdo[1]
- Vue du Port de Dieppe, Les Plaisirs de l'été, Vue d'Avignon, Vue de Porto Ercole et Vue de Spolète d'après Vernet[1]
- La Mort de Montcalm, vers 1780,  d'après Watteau de Lille[1][4],
- Coup d'œil exact de l'arrangement des peintures au Salon du Louvre en 1785, gravé de mémoire et terminé durant le temps de l'Exposition - Exposition au Salon du Louvre en 1787[1]
- Assemblée des États Généraux, L'espoir des français, le Présage de la Félicité[1]

### Vignettes
- Les Égarements de l'amour, par Imbert[1]
- Le Mai, Les Matines de Cythère[1]
- Le devin village d'après Moreau[1]